# Agyagosszergény
Agyagosszergény község Győr-Moson-Sopron vármegyében, a Kapuvári járásban. 1927-ben Agyagos és Fertőszergény egyesítésével. Ideiglenes neve 1928-ig Fertőszergényagyagos volt.

## Fekvése
A Hanság déli szélén fekszik, határában folyik nyugat felől az Ikva-patak, északon pedig a Répce. A határos települések: délkelet felől Vitnyéd, nyugat felől pedig Fertőendréd; közigazgatási területe a fentieken túlmenően, északkelet felől kapuvári, északnyugati irányból pedig fertődi külterületekkel is érintkezik. A legközelebbi város a 10 kilométerre fekvő Kapuvár.

### Megközelítése
Déli határszélén húzódik a Győrt Sopronnal összekötő 85-ös főút, ez a legfontosabb közúti megközelítési útvonala. Lakott területei között azonban csak a 8517-es út halad végig, azon érhető el a főút vitnyédi és fertőendrédi szakaszai felől is.
A hazai vasútvonalak közül a települést a Győr–Sopron-vasútvonal érinti – a déli határszéle mellett halad el –, megállási pontja azonban nincs a község határain belül. A legközelebbi vasúti csatlakozási lehetőségeket a nagyjából 6-6 kilométerre eső Petőháza vasútállomás vagy Vitnyéd-Csermajor megállóhely kínálja; a térség legforgalmasabb állomásától, Kapuvár vasútállomástól a távolsága bő 10 kilométer.

## Története
A község Agyagos és Fertőszergény egyesítésével jött létre 1927-ben, bár a két település már a 19. század elején összeépült. Először a Fertőszergényagyagos nevet kapta, ezt 1928-ban változtatták mai nevére.
Szergénnyel az első fennmaradt feljegyzésekben Zerghen néven találkozunk.  Később Szergénynek írták a település nevét, 1906-ban pedig a Vas vármegyében található Szergénytől való megkülönböztetésül a Fertőszergény nevet kapta. Első nevének eredetét nem ismerjük. Ha megvizsgáljuk a szomszéd községek neveit (Fertőendréd, Petőháza, Süttör, Osli stb.), azt találjuk, hogy azok szinte kivétel nélkül a földesuraiktól kapták a nevüket. Nem lehetetlen, hogy Szergény nevének eredetét is itt kell keresni, de az a körülmény, hogy ilyen nevű földesúrról nem maradt fenn írás, sokat levon e következtetés helyességének valószínűségéből. Amikor a község neve 1364-ben felbukkan a fennmaradt okiratokban, már Nyéky Lőrinc a földesura.
Mások a Zerghen szóban ősi avar szót látnak.
Agyagos Árpád-kori település. Első ismert írásos említése 1258-ből való, Ogegus néven. Ez később Agagussá változott. Középkori birtokosai az Osl nemzetségből származtak.  A következő birtokosok a Csák és a Pok nemzetséghez tartoztak. A Csák család még a 16. században is birtokolta. A 17. század végén  Esterházy Pál nádor lett a falu tulajdonosa. Agyagos sorsa összefonódott a (fertő)szentmiklósi uradalom történetével.
2007-ben került át a Kapuvári kistérségből a Sopron–Fertődi kistérségbe. 2013-tól a Soproni járáshoz,[forrás?] 2015. január 1-től a Kapuvári járáshoz tartozik.

## Közélete

### Polgármesterei
- 1990–1994: Mentes Alajos (KDNP)[5]
- 1994–1998: Mentes Alajos (KDNP-FKgP)[6]
- 1998–2002: Mentes Alajos (KDNP-FKgP)[7]
- 2002–2006: Ratatics Tiborné (független)[8]
- 2006–2010: Ratatics Tiborné (független)[9]
- 2010–2014: Szabó Alfonz (független)[10]
- 2014–2019: Szalai Istvánné (független)[11]
- 2019–2020: Szalai Istvánné (független)[12]
- 2022–2024: Radics Attila (Fidesz-KDNP)[13]
- 2024– : Radics Attila (Fidesz-KDNP)[1]

A településen 2022. május 8-án időközi polgármester-választást (és képviselő-testületi választást) kellett tartani, mert a képviselő-testület 2020. augusztus 13-án feloszlatta magát. A választást eredetileg 2020. november 8-ára írták ki, de a koronavírus-járvány kapcsán elrendelt korlátozások miatt azt már nem lehetett megtartani, és a járványhelyzet feloldásáig új választási időpontot sem lehetett kitűzni. A választáson az előző polgármester nem indult.

## Népesség
A település népességének alakulása:
| Lakosok száma | 908  | 911  | 936  | 995  | 959  | 936  | 938  |
|               | 2013 | 2014 | 2015 | 2021 | 2022 | 2023 | 2024 |

A 2011-es népszámlálás során a lakosok 91,2%-a magyarnak, 1,3% németnek, 0,2% románnak mondta magát (8,6% nem nyilatkozott; a kettős identitások miatt a végösszeg nagyobb lehet 100%-nál). A vallási megoszlás a következő volt: római katolikus 80,3%, református 0,4%, evangélikus 0,2%, felekezeten kívüli 4,1% (14,4% nem nyilatkozott).
2022-ben a lakosság 91,2%-a vallotta magát magyarnak, 2,2% németnek, 0,4% cigánynak, 0,3% románnak, 0,1% horvátnak, 0,1% ukránnak, 1,4% egyéb, nem hazai nemzetiségűnek (8,2% nem nyilatkozott; a kettős identitások miatt a végösszeg nagyobb lehet 100%-nál). Vallásuk szerint 59,1% volt római katolikus, 1,5% református, 0,5% evangélikus, 0,2% görög katolikus, 0,1% izraelita, 0,1% ortodox, 0,9% egyéb keresztény, 0,8% egyéb katolikus, 6,6% felekezeten kívüli (30% nem válaszolt).

## Nevezetességei
- Római katolikus templom (19. század vége): romantikus, műemlék
- Népi parasztházak
- Mária-szobor: rokokó, műemlék
- Nepomuki Szent János-szobor: klasszicista, műemlék
- Szent család-szobor: késő barokk, műemlék
- Kálvária szoborcsoport és a stációk: műemlék

## Nevezetes emberek
- Közi Horváth József  katolikus lelkipásztor, országgyűlési képviselő a két világháború között, majd 1949-től az emigráció egyik szervezője Agyagoson született
- Csapó Károly 19-szeres válogatott, magyar bajnoki ezüst- és bronzérmes labdarúgó szülőhelye

## Testvértelepülése
Szergény (Vas vármegye)

## Képgaléria

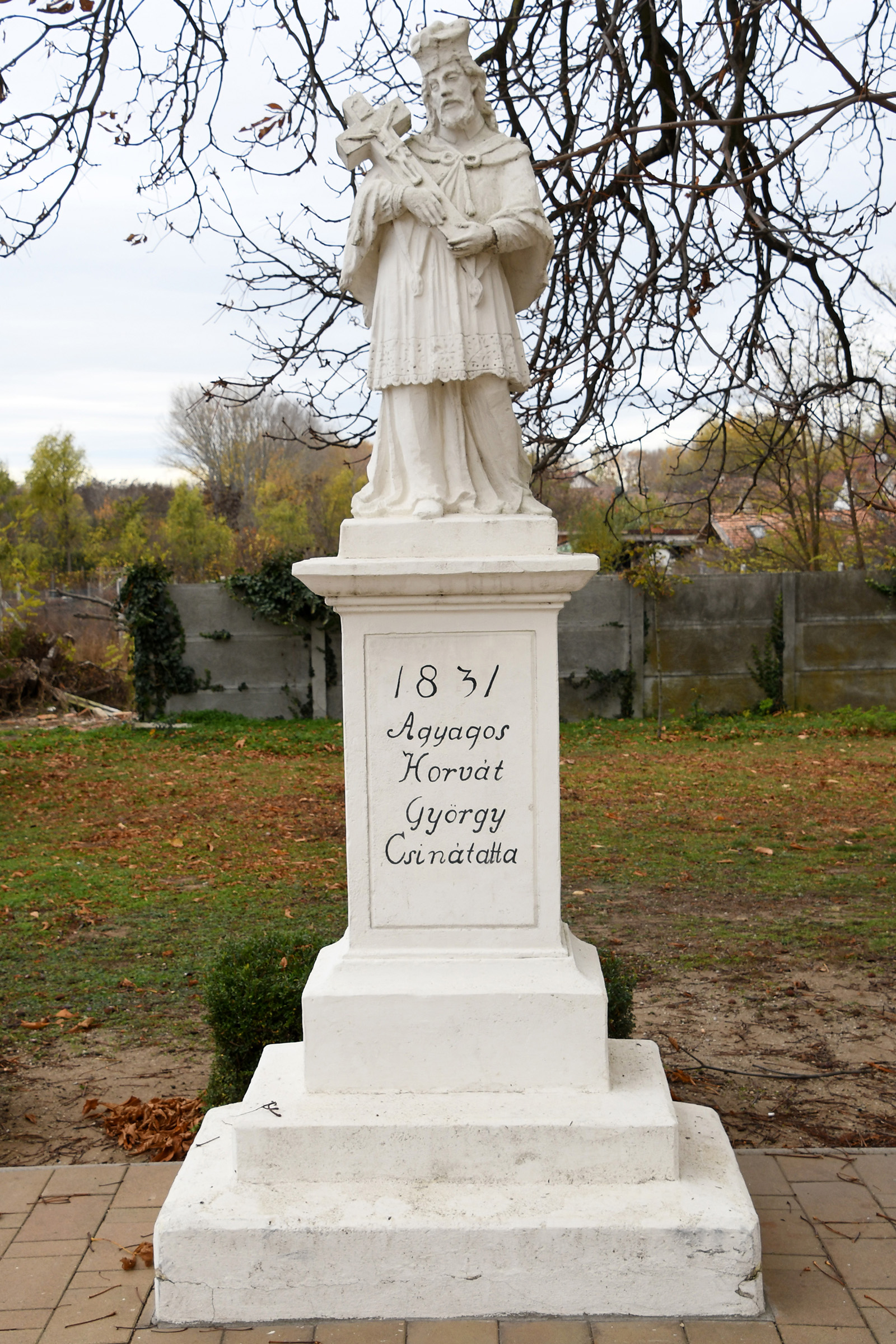
Nepomuki Szent János-szobor
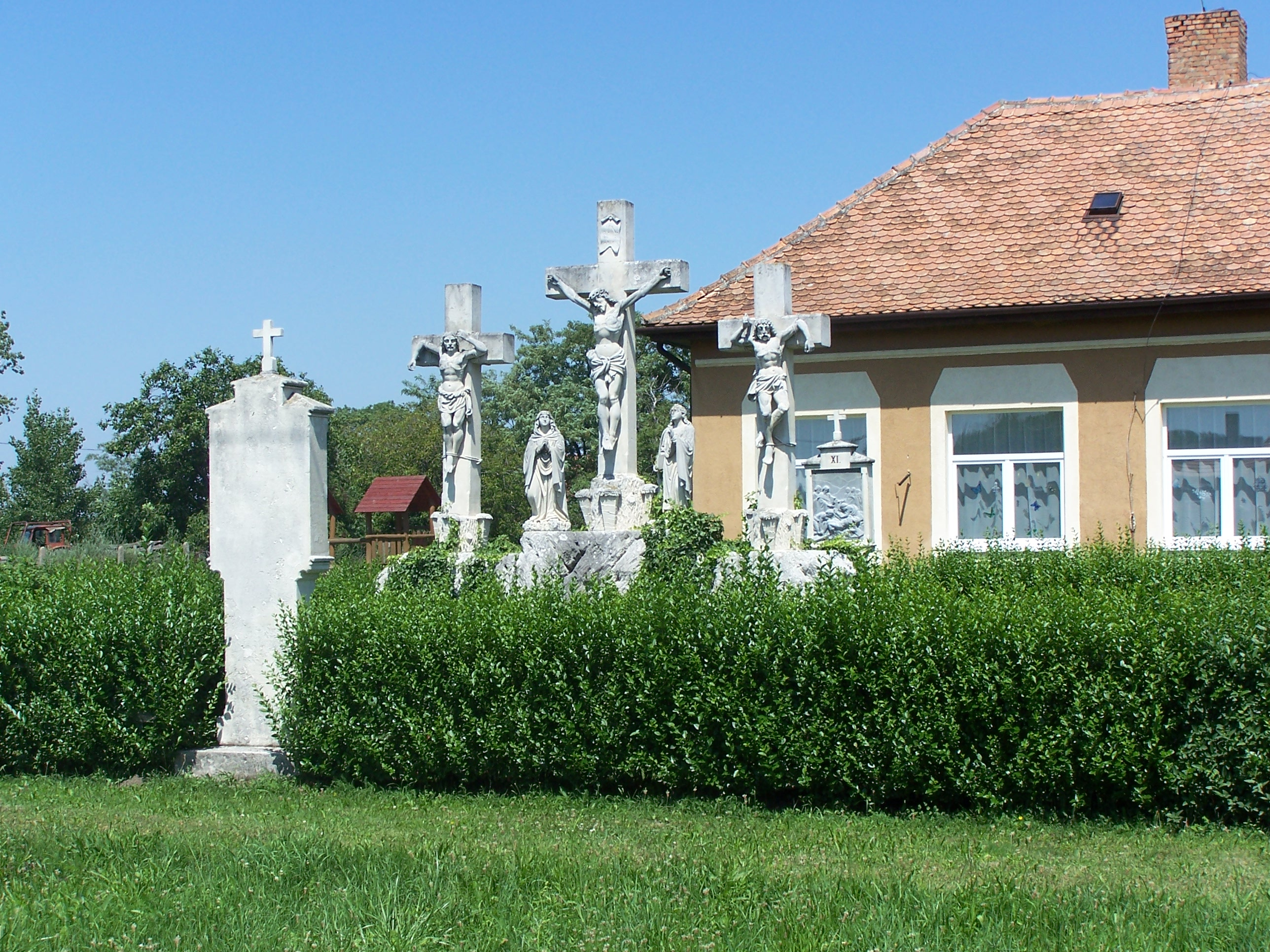
Kálvária-szoborcsoport
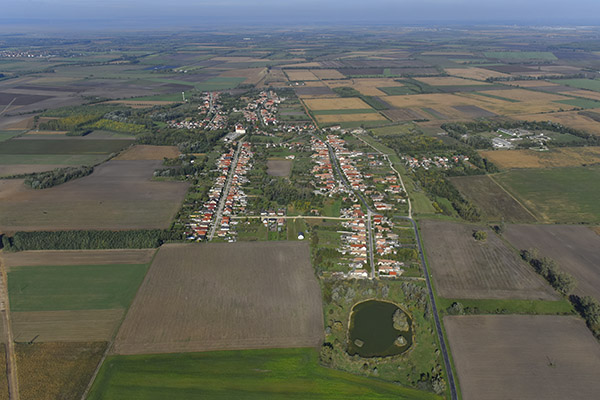
Agyagosszergény látképe madártávlatból
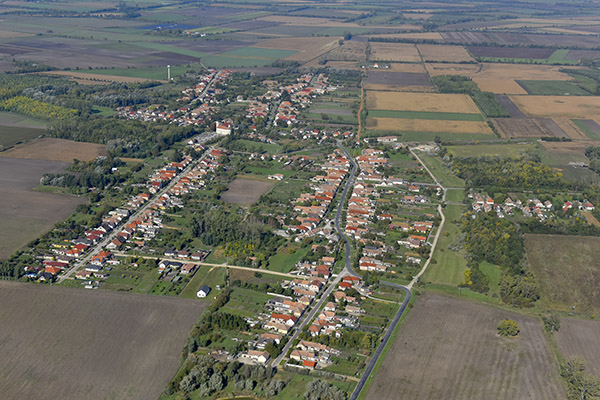
Agyagosszergény légi felvételen
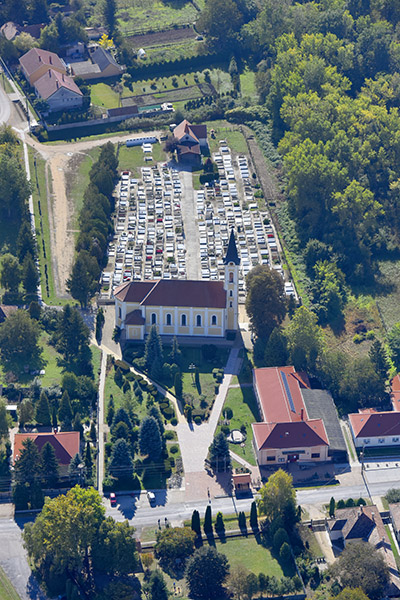
Agyagosszergény, Szent László templom légi fotón
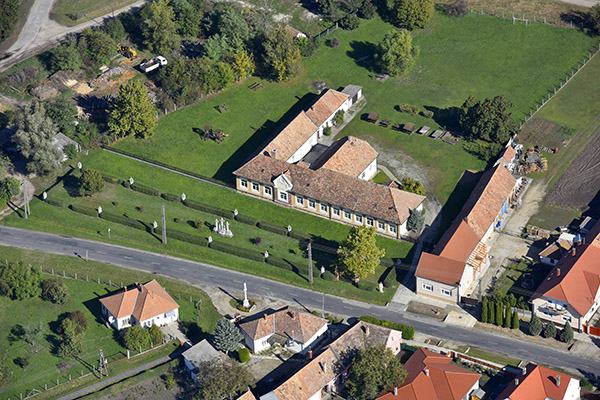
Agyagosszergény a magasból